# Ху Юеюе
Ху Юеюе (нар. 13 березня 1990) — колишня китайська тенісистка.
Найвищу одиночну позицію світового рейтингу — 249 місце досягла 6 серпня 2012, парну — 429 місце — 31 грудня 2012 року.
Здобула 1 парний титул туру ITF.

## Фінали ITF
| турніри $100,000 |
| турніри $75,000  |
| турніри $50,000  |
| турніри $25,000  |
| турніри $10,000  |

### Одиночний розряд: 1 (поразка)
| Результат | Дата          | Турнір                 | Покриття   | Суперниця | Рахунок  |
| --------- | ------------- | ---------------------- | ---------- | --------- | -------- |
| Поразка   | 9 травня 2010 | ITF Таракан, Індонезія | Тверде (i) | Чжан Лін  | 3–6, 4–6 |

### Парний розряд: 2 (1–1)
| Результат | Ранг | Дата           | Турнір                      | Покриття | Партнерка | Суперниця             | Рахунок          |
| --------- | ---- | -------------- | --------------------------- | -------- | --------- | --------------------- | ---------------- |
| Поразка   | 1.   | 6 липня 2009   | ITF Шеньчжень, КНР          | Тверде   | Юань Юе   | Лу Цзяцзін Оу Сюаньшо | 1–6, 1–6         |
| Перемога  | 2.   | 21 травня 2012 | ITF Кімчхон, Південна Корея | Тверде   | Сюй Їфань | Лян Чень Сунь Шеннань | 6–0, 3–6, [10–7] |